# Blarney
Blarney (irl. An Bhlarna) – irlandzkie miasto w hrabstwie Cork, oddalone 8 km na północny zachód od Cork. Ośrodek turystyczny, za sprawą znajdującego się tam średniowiecznego zamku, a także XIX-wiecznej rezydencji w stylu szkockiej magnaterii i ogrodów. Według legendy ucałowanie kamienia z Blarney umieszczonego na blankach zamku zapewnia dar elokwencji.
Blarney jest również lokalnym ośrodkiem przemysłu włókienniczego i produkcji wełny.
W mieście produkowany jest ser Blarney.